# 田中康裕 (心理学者)
田中 康裕（たなか やすひろ、1963年 - ）は、日本の心理学者。京都大学教授。

## 人物・来歴
上智大学大学院博士後期課程単位取得満期退学。1996年「対人恐怖に関する臨床心理学的研究」で「博士（心理学）」学位を取得。
上智大学文学部助手を経て、チューリッヒ・ユング研究所へ留学。ユング派分析家資格取得。大正大学人間学部専任講師、京都大学教育学研究科准教授、2020年教授。ユング心理学に基づく神経症の心理療法を研究。ユング派分析家、臨床心理士、公認心理師。

## 著書
- 『魂のロジック：ユング心理学の神経症とその概念構成をめぐって』 (叢書・心理臨床の知) 日本評論社、2001.7 [1]
- 『心理療法の未来：その自己展開と終焉について』創元社、2017.10

### 共編著
- 『箱庭療法の事例と展開』 (京大心理臨床シリーズ) 岡田康伸・皆藤章共編. 創元社、2007.3
- 『心理臨床における臨床イメージ体験』 (京大心理臨床シリーズ)藤原勝紀・皆藤章共編. 創元社、 2008.3
- 『大人の発達障害の見立てと心理療法』 (こころの未来選書) 河合俊雄共編. 創元社、2013.11
- 『発達の非定型化と心理療法』 (こころの未来選書) 河合俊雄共編. 創元社、2016.10
- 『事例研究から学ぶ心理臨床』 (京大心理臨床シリーズ) 桑原知子編著・梅村高太郎共編. 創元社、2020.3 [3]

### 翻訳
- 河合隼雄『日本神話と心の構造：河合隼雄ユング派分析家資格審査論文』河合俊雄・高月玲子共訳. 岩波書店、2009.9
- C・G・ユング 著、ソヌ・シャムダサーニ編『赤の書』河合俊雄監訳、高月玲子・猪股剛共訳. 創元社、2010.7 
  - 『赤の書［テキスト版］』. 創元社、2014.8 [4]
- ソヌ・シャムダサーニ『ユング伝記のフィクションと真相』河合俊雄監訳、竹中菜苗・小木曽由佳共訳. 創元社、2011.7
- W・ギーゲリッヒ（英語版）『ギーゲリッヒ夢セミナー』河合俊雄 編著、田中康裕編. 創元社、2013.3 [5]
- ヴォルフガング・ギーゲリッヒ『魂の論理的生命：心理学の厳密な概念に向けて』創元社、2018.6 [6]